# Krzysztof Knittel

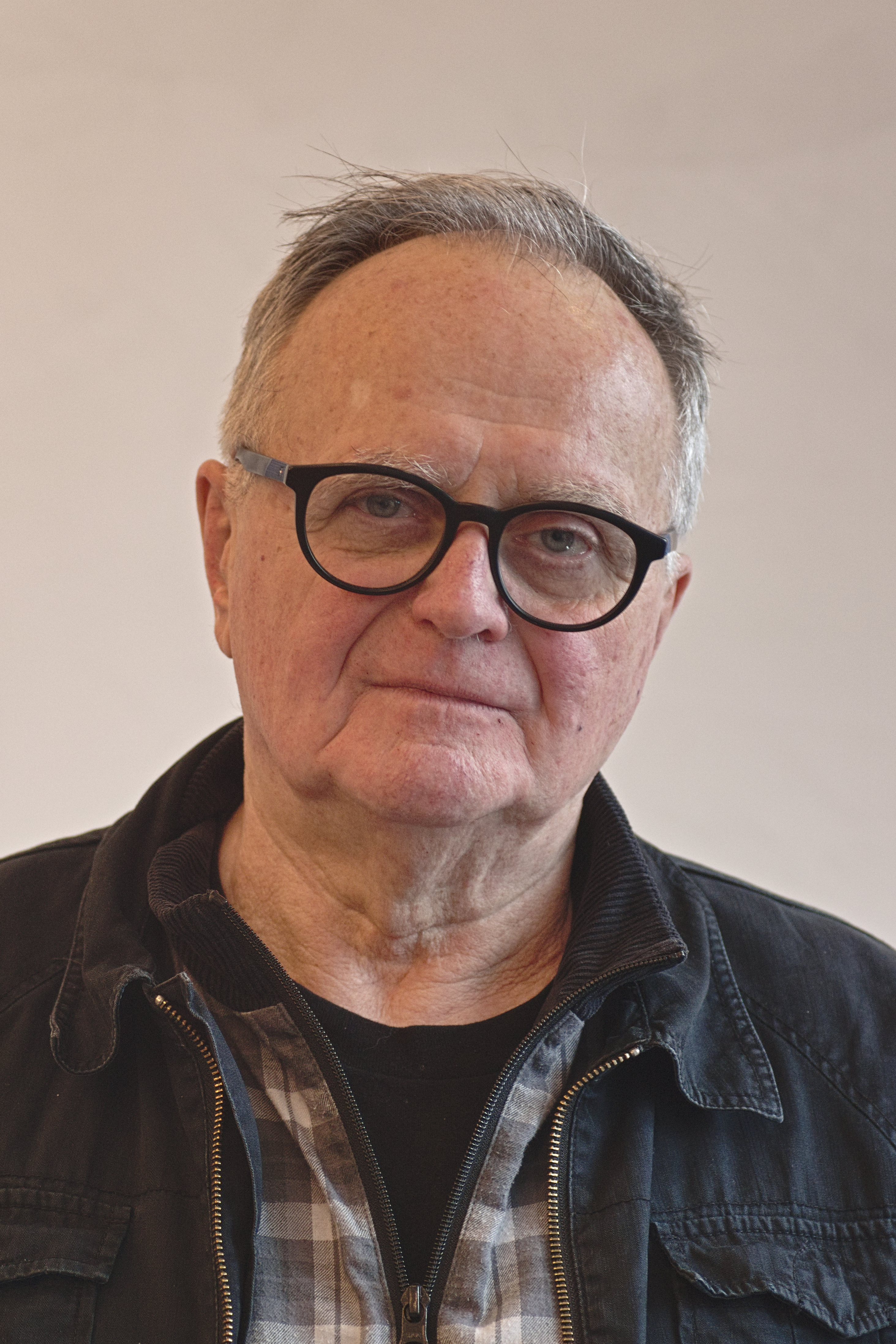
Krzysztof Knittel (2025)

Krzysztof Knittel (* 1. Mai 1947 in Warschau) ist ein polnischer Komponist und Improvisationsmusiker (Synthesizer, Stimme).

## Leben
Knittel studierte Tonregie und Komposition bei Tadeusz Baird, Andrzej Dobrowolski und Włodzimierz Kotoński sowie Computermusik bei Lejaren Hiller an der Musikakademie Warschau. Ab 1973 arbeitete er mit dem Experimentalstudio des polnischen Rundfunks zusammen. 1975 studierte er Programmieren am mathematischen Institut der Polnischen Akademie der Wissenschaften. Daneben nahm er 1974 und 1976 an den Darmstädter Ferienkursen teil.
Er war Mitbegründer mehrerer Ensembles für live-elektronische und Improvisationsmusik: der Grupy Kompozytorskiej KEW mit Elżbieta Sikora und Wojciech Michniewski (1973–1976), des Cytula Tyfun da Bamba Orkiester mit Andrzej Bieżan, Mieczysław Litwiński und Tadeusz Sudnik (1981), des Niezalezni Studio Muzyki Elektroakustycznej mit Stanisław Krupowicz und Paweł Szymański (1982–1984), der Gruppe Light from Poland mit den Dichtern Tadeusz Sławek, Mieczysław Litwiński und Bogdan Mizerski und des European Improvisation Orchestra (1996–1998). Mit Marek Chołoniewski und Włodzimierz Kiniorski gründete er 1999 das Trio CH&K&K, mit Jerzy Kornowicz, Ryszard Latecki und Tadeusz Wielecki 2004 das Improvisationsensemble Kawalerowie błotni (The Mud Cavaliers), in dem er sich mit Intuitiver Musik beschäftigt.
Knittel gab Kurse und Seminare für neue Musik in Kazimierz Dolny, München, Boston, Philadelphia, Barcelona, Alicante, Budapest, Prag und Vitasaari. Für sein Streichquartett zu Ehren des ermordeten Paters Jerzy Popiełuszko erhielt er 1985 einen Preis der Gewerkschaft Solidarność. Von 1995 bis 1998 war er Direktor des Musikfestivals Warschauer Herbst. 1998 erhielt er einen Preis der New Yorker Foundation for Contemporary Performing Arts. Seit 2001 unterrichtete er an der Musikakademie Lodz, seit 2007 ist er Lehrer an der Musikakademie Krakau.

## Werke
- Preludium für Klavier, 1972
- punkty/linie, für Klarinette, Tonband und Dias, 1973
- 440 für Violine, Klavier und Tonband, 1973
- forma A, forma E für Bläserquintett und Spotlights, 1973
- à la Santé für Klarinette, Posaune, Cello und Klavier, 1974
- objazd, zdarzenie muzyczne für Sprecher, Cello, Klavier, Perkussion und Tonband, 1974
- Drugi poemat tajemny, elektronische Musik (mit Elżbieta Sikora und Wojciech Michniewski), 1974
- Lipps für Jazztrio und Sinfonieorchester, 1974–1978
- W Tatrach, elektronische Musik (mit Elżbieta Sikora und Wojciech Michniewski), 1975
- Strefy przylegania, elektronische Musik (mit Elżbieta Sikora und Wojciech Michniewski), 1975
- Robak Zdobywca, Musik für Tonband, 1976
- I Kwartet smyczkowy „Ursus“ (Streichquartett), 1976
- dorikos, sieben Miniaturen für Streichquartett, 1976–1977
- resztki, Musik für Tonband, 1978
- Glückspavillon dla Kasi, Musiktheater für Tuba und Tonband, 1978
- Trzy etiudy für Klavier, 1978
- Niskie dźwięki (nr 1-5) für Instrumente, Stimmen und Tonband, 1978–1991
- Poligamia, elektronische Musik (mit Andrzej Bieżan), 1979
- 3 studia für Tonband, 1979
- Szkice für mehrere Interpreten, 1979
- Pięć utworów für Cello und Klavier, 1979–1980
- Norcet 1, Computermusik, 1980
- Norcet 2, Computermusik, 1980
- Trzy etiudy für Klavier, 1980
- Głos kobiecy, Ballett für Perkussion und Tonband nach Rafał Wojaczek, 1980
- 29 pieciolinii für Kammerorchester, 1980–1981
- Światło, Monolog für eine Schauspielerin, 1981
- Niebo gwiaździste für Perkussionsensemble, 1982
- Człowiek-Orkiestra I für Instrumente und Tonband, 1982
- Czarna Woda, Biała Woda, Stary Strumień für Instrumente und Tonband, 1983
- To, co jest für fünf Instrumente und Klavier, 1983
- Cztery preludia für Klavier, 1983
- Nora für Tasteninstrument und Harfe, 1983
- Kwartet smyczkowy ’84–’85 (Streichquartett), 1984–1985
- Lapis, elektronische Musik, 1985
- Utwory w starym stylu, Musik für Tonband, 1985
- Trzy kasety für drei Musiker, 1986
- Poko, Musik für Tonband, 1986
- Pilot automatyczny, Suite für Stimme, Saxophon und elektronische Instrumente (mit Marek Chołoniewski), 1986
- Ave vita für Saxophon, Cello, Klavier und Perkussion, 1986
- Morana nach 14 Worten von John Cage für Stimme und Computer, 1986–1992
- Walka brata Jana für Flöte, Posaune, Gitarre, Violine und Perkussion, 1987
- Trzy pieśni bez słów für Sopran und Tonband, 1987
- Nibiru für Streichorchester und Cembalo, 1987
- Histoire I für Tonband, 1988
- Etwas aus Leben für Stimme, Klavier und Tonband, 1988
- Histoire II für Klarinette, Klavier, Synthesizer und Tonband, 1989
- Histoire III für Cembalo und Tonband, 1989
- Człowiek-Orkiestra II für Computer und Objekte, 1989
- Jingle-Jungle für Stimme und Computer, 1989
- Granice niczego für Instrumente und Computer, 1990
- Człowiek-Natura, sechzehn graphische Computerkompositionen, 1991
- Homage to Charles Ives für Flöte, Oboe, Klarinette, Fagott, Klavier, Perkussion, Viola und Kontrabass, 1991–1992
- instant reactions für Stimme, Instrumente, Synthesizer und Computer, 1992
- Between für Klavier und Tonband, 1993
- Negev I für Perkussionsinstrumente und Synthesizer, 1993
- Szatan w Goraju, Ballett für Flöte, Klavier, Violine, Cello und Tonband nach Isaac Bashevis Singer, 1993
- Nogi, interaktive Installation, 1993
- Rzeźba radiowa, interaktive Installation, 1994
- Przejście, interaktive Installation, 1994
- Sonata da camera nr 1 für Trompete und Synthesizer (für Tomasz Stańko), 1994
- Disco, interaktive Installation, 1994
- Wybraniec, Ballett für Kammerensemble, nach Thomas Mann, 1994–1995
- Sonata da camera nr 2 für zwei Synthesizer (für Marek Chołoniewski), 1995
- Sonata da camera nr 3 für Cembalo und Synthesizer (für Władysław Kłosiewicz), 1995
- Performance synestetyczny mit Anna Maria Bauer, 1995
- Duo für Klarinette und Tonband, 1995
- Raum der Begegnung, Videoinstallation, 1995
- Księga Beowulfa (mit Piotr Bikont, Marek Chołoniewski, Włodzimierz Kiniorski und Tomasz Stańko), 1996
- Pamięci Barbary Zbrożyny für Synthesizer und Sampler, 1997
- Surface en rotation, Musik für Tonband, 1997
- Sonata da camera nr 4 für Violine, Cello und Synthesizer (für László Melis und Albert Márkos), 1997
- Sonata da camera nr 5 für Cello und Synthesizer (für Ivan Monighetti), 1997
- Przebudzenia, Ballett nach Oliver Sacks, 1998
- Sonata da camera nr 6 für Gambe, präpariertes Klavier und Synthesizer (für Kazimierz Pyzik und Marek Mietelski), 1998
- The HeartPiece – Double Opera (mit John King), 1999
- Sonata da camera nr 7 für Tenorsaxophon und Liveelektronik (für Ed Bogaard), 1999
- Interakcje, Computermusik (mit Tadeusz Sudnik), 1999
- 1h05’ (Performance mit Stasys Eidrigevičius und Tadeusz Sudnik), 1999
- Bücklein Grooves (mit Marek Chołoniewski und Włodzimierz Kiniorski), 1999
- Z głębokości wołam do Ciebie, Panie..., Psalmen für Chor und elektronische Klänge, 2000
- Spielverkehrte Reise für Sopran, Schauspieler und elektronische Klänge, 2000
- Sonata da camera nr 8 für Sprecher und Liveelektronik (für Andrzej Chłopecki), 2000
- Sonata da camera nr 9 für Saxophon und Liveelektronik (für Włodzimierz Kiniorski), 2000
- Sonata da camera nr 10 für Theremin und Liveelektronik (für Andrei Smirnov), 2000
- Komunikaty meteorologiczne (Performance mit Krzysztof Zarębski und Zofia Knittel), 2000
- El maale rahamim... für gemischten Chor und Sinfonieorchester, 2001
- Pieśni Norwidowe für Sopran und Klavier, 2001
- Trio für Melodieinstrumente, 2001
- Sonata da camera nr 11 für Kontrabass und Liveelektronik (für Aleksander Gabryś), 2002
- Negev II für Stimme, Perkussionsinstrumente, Synthesizer und Sampler, 2002
- Der Zirkus ist gekommen für Sopran, Tänzer, Flöte, Cello, Klavier, präpariertes Klavier und zwei CD-Aufnahmen, 2003
- V2R Trio (Grand River Trio) für Klarinette, Violine, Klavier und CD, 2003
- Dotykać węża od środka, Installation, 2003
- Live from CNN für Stimme, Posaune, Synthesizer und Tonband, 2003
- Pamiętnik z Powstania Warszawskiego für fünf Schauspieler, Frauenchor, Klavier, Cello und Sinfonieorchester, 2004
- Męka Pańska według Świętego Mateusza für Solostimme, gemischten Chor, zwei Perkussionisten, Streichorchester und Elektronik, 2004
- Koncert na klawesyn i orkiestre, 2004
- ...w przeciwną stronę... für 4-Kanal-Tonband, 2004
- Sonata da camera nr 12 für Saxophon und Synthesizer (für Marek Chołoniewski und Włodzimierz Kiniorski), 2004–05
- Sonata da camera nr 13 i 14 für Violine, Synthesizer und Sampler (für Krzysztof Bąkowski), 2004–05
- Sonata da camera nr 15 für Klavier und Synthesizer (für Jerzy Kornowicz), 2005
- Vagante für Solisten, Orchester und Tonband, 2005
- Sonata da camera nr 17 für Orgel (für Irena Wisełka-Cieślar), 2005
- Fale elektroniczne, 2005
- Spoleczne / aspoleczne, Performance und Videoinstallation, 2005
- Sonata da camera nr 16 für drei Schauspieler und Instrumentalensemble, 2006
- Sonata da camera nr 18 für Orgel (für Michał Górczyński und Bartosz Kowalski-Banasewicz), 2006
- Strzępy pamięci, Computermusik, 2006
- Toccata für Sinfonieorchester, 2007
- Strzepy pamieci II für Zwei Klaviere, Computerklänge und Video, 2007
- Pory roku, Computermusik, 2008